# A Szovjetunió zenéje
A Szovjetunió születésének évében átszervezték a hagyományos orosz zenei intézeteket, emellett számos új intézmény, intézet is létesült. 1921-ben alakult meg Moszkvában az Állami Zenetudományi Intézet, 1926-ban pedig a modern zene társasága. 1922-1932 között működött a Perszimfansz karmester nélküli zenekar. Új zenei folyóiratok jelentek meg. A zenei életet az elképzelt kulturális fejlődés szolgálatába állították. Amellett, hogy elsősorban az opera műfaját támogatták, virágzásnak indult a népi zeneművészet is. A szovjet államokban a képzőművészetekhez hasonlóan vegyítették a helyi és a szovjet-orosz hagyományokat, technikákat, így a kisebb népek zenéjében meghonosodott a többszólamúság. A népi hangszeresekből zenekarokat hoztak létre, közülük híresek a Pjatnyickij-kórus, a voronyezsi, uralszki, volgai, szibériai kórusegyüttesek.
A zeneszerzők kezdetben a kortárs irányzatokat követték, ám a NEP végével és Sztálin hatalomra kerülésével ezzel fel kellett hagyniuk. Hivatalosan előírták a népzenei hagyományok követését és a régi orosz zenéhez való hűséget. Sosztakovics Kisvárosi Lady Macbeth (későbbi, átdolgozás utáni, ismertebb nevén Katyerina Izmajlova) című, és Vano Muragyeli A nagy barátság című operái még nagy visszhangot keltettek, éles kritikát váltottak ki 1936-ban és 1947-ben. Ez vezetett a Szovjetunió Kommunista Pártja Központi Bizottsága által 1948-ban kiadott „történelmi határozathoz”, mely az építészetben és a képzőművészetekben jelenlévő szocialista realizmus eszméjét kívánta a zenére is kiterjeszteni. Így alakult ki a hivatásos és népi zene sajátos kölcsönhatása.

## Vezető zeneszerzők
- Nyikolaj Jakovlevics Mjaszkovszkij
- Szergej Prokofjev
- Dmitrij Sosztakovics
- az örmény népzenére támaszkodó Aram Hacsaturján;
- Dmitrij Boriszovics Kabalevszkij (Дми́трий Бори́сович Кабале́вский; 1904-1987)
- Adrian Grigorjevics Saposnyikov (1887–1967)
- Rogyion Konsztantyinovics Scsedrin Carmen-szvit (Bizet operájából); 1967 legismertebb; balettek, operák...

### Opera
- Jurij Alekszandrovics Saporin (Шапорин, Юрий Александрович)
- Tyihon Nyikolajevics Hrennyikov (Хренников, Тихон Николаевич)
- Ivan. I. Dzerzsinszkij, (Csendes Don;(1935) Új barázdát szánt az eke - dal-opera)
- J. Sz. Mejtusz;

### Balett
- Borisz Vlagyimirovics Aszafjev és R. M. Glier;

### Kamarazene
- V. J. Sebalin,
- G. V. Szviridov;

### Kóruszene
- A. D. Kasztalszkij,(Александр Дмитриевич Кастальский 1856-1926)
- M. V. Koval,
- A. A. Davigyenko;(Alekszandr Alekszandrovics 1899-1934)

### Operettek és dalok
- A. V. Alekszandrov (1883-1946), a szovjet (egyben a mai orosz) Himnusz szerzője
- Iszaak Oszipovics Dunajevszkij (1900-1955), filmzene, kantáta is.
- Vaszilij Pavlovics Szolovjov-Szedoj (1907–1979)
- Ferdinand Ferdinandovics Krisch (Фердинанд Фердинандович Криш; 1878–1948)

## A köztársaságok zenéje
A szovjet rendszerben fejlődött a korábban is tehetséges zeneszerzőkkel rendelkező Ukrajna, Grúzia, Örményország és Azerbajdzsán zenéje. Viszont a belső-ázsiai kisebb népek körében először jelentkezett a komolyzene. Ott, ahol nem volt írásbeliség, a szovjet uralom kedvező volt zenei szempontból. Szovjet cél volt azonban itt is "nemzeti" művészetet kialakítani. A köztársaságokból rengeteg zenei tehetség került ki. Karmesterek, zongora- , gordonka- és hegedűművészek, énekesek. Az előadóművészet nagyon fontos szerephez jutott, a külföldön is fellépő művészek iránti tisztelet elhomályosította a Nyugaton akkor még alig tisztázott valódi politikai helyzetet. A szovjet befolyás alatt álló államokban is ezért volt fontos a zenei élet fejlesztése (táncdalfesztiválok).